# 佩拉兔脂鯉
佩拉兔脂鯉，為輻鰭魚綱脂鯉目脂鯉亞目上口脂鯉科的其中一個種，分布於南美洲巴西亞馬遜河下游流域，體長可達22.9公分，棲息在底中層水域，生活習性不明。